# Монтеманьо-Монферрато
Монтеманьо-Монферрато (італ. Montemagno Monferrato, п'єм. Montmagn) — муніципалітет в Італії, у регіоні П'ємонт,  провінція Асті.
Монтеманьо розташоване на відстані близько 480 км на північний захід від Рима, 50 км на схід від Турина, 14 км на північний схід від Асті.
Населення — 1135 осіб (2014).
Щорічний фестиваль відбувається 11 листопада. Покровитель — святий Мартин Турський.

## Демографія
Населення за роками:

Станом на 1 січня 2023 року в муніципалітеті офіційно проживало 75 іноземців з 13 країн, серед них 9 громадян країн Євросоюзу та 3 громадяни України.

## Сусідні муніципалітети
- Альтавілла-Монферрато
- Казорцо
- Кастаньоле-Монферрато
- Грана
- Рефранкоре
- В'яриджі